# Helixanthera sampsonii
Helixanthera sampsonii là một loài thực vật có hoa trong họ Loranthaceae. Loài này được (Hance) Danser mô tả khoa học đầu tiên năm 1929.